# Niebylec (imię)
Niebylec – staropolskie imię męskie, złożone z dwóch członów: nie- (negacja) i -byl-ec ("był").